# Gunungiella achtatrimchi
Gunungiella achtatrimchi är en nattsländeart som beskrevs av Schmid 1968. Gunungiella achtatrimchi ingår i släktet Gunungiella och familjen stengömmenattsländor. Inga underarter finns listade i Catalogue of Life.